# 阿雷德·瓊斯
阿雷德·瓊斯（Aled Jones；1970年12月29日—）是英國威爾斯歌手。他在BBC和ITV均主持有眾多節目，並且也主持有廣播節目。2012年開始，他擔任ITV晨間電視節目Daybreak的主持之一。現在他是ITV週末晨間電視節目Weekend的主持人。

## 外部連結
- Aled Jones on Classic FM （页面存档备份，存于）
- 在BBC Programmes了解《阿雷德·瓊斯》（英文）

- 阿雷德·瓊斯在互联网电影资料库（IMDb）上的資料（英文）
- On Play it Again （页面存档备份，存于）
- Official record label website （页面存档备份，存于）